# Molecular Structure of Nucleic Acids

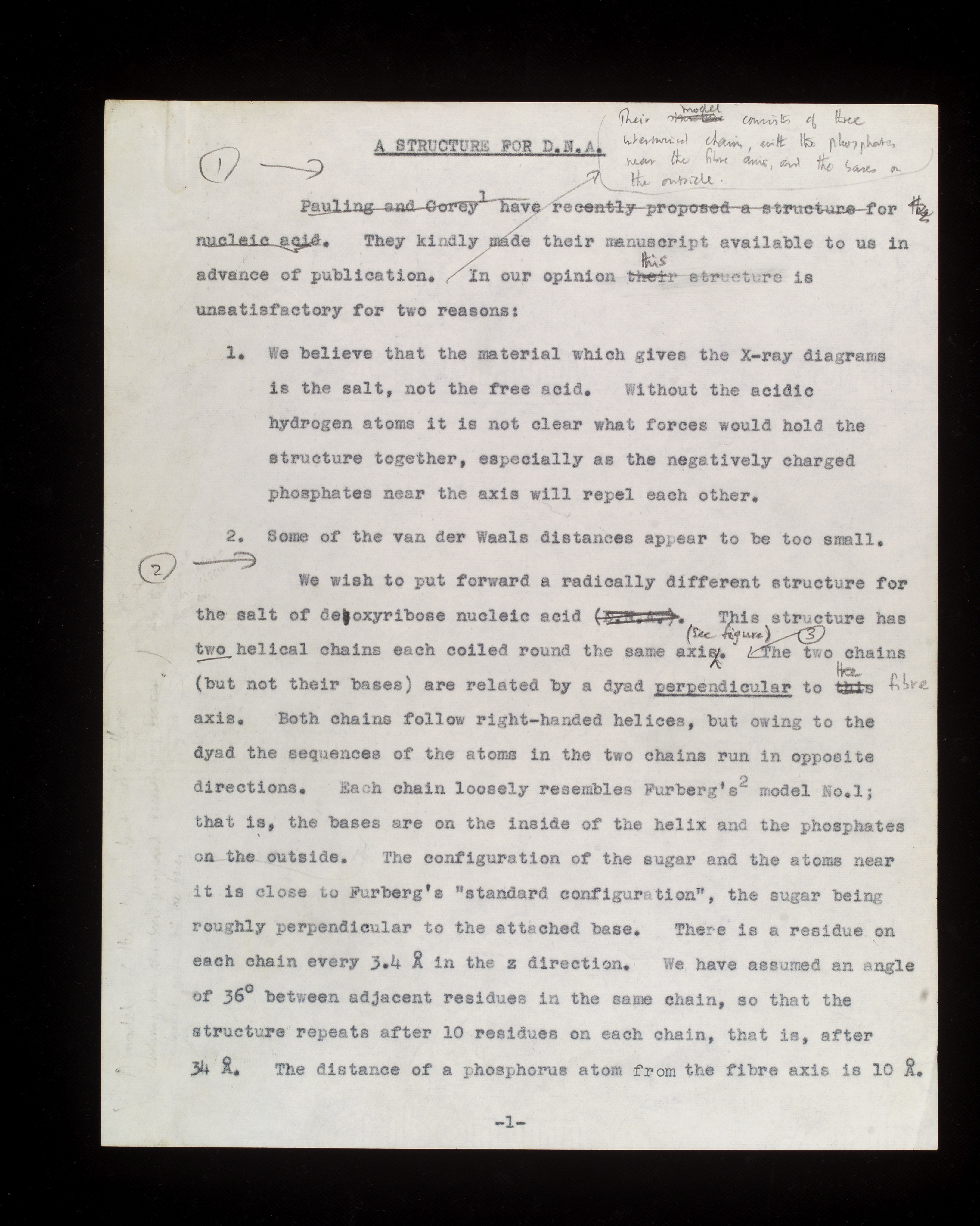
Początek maszynopisu artykułu Watsona i Cricka o odkryciu struktury DNA, opublikowanego w „Nature” 25 kwietnia 1953

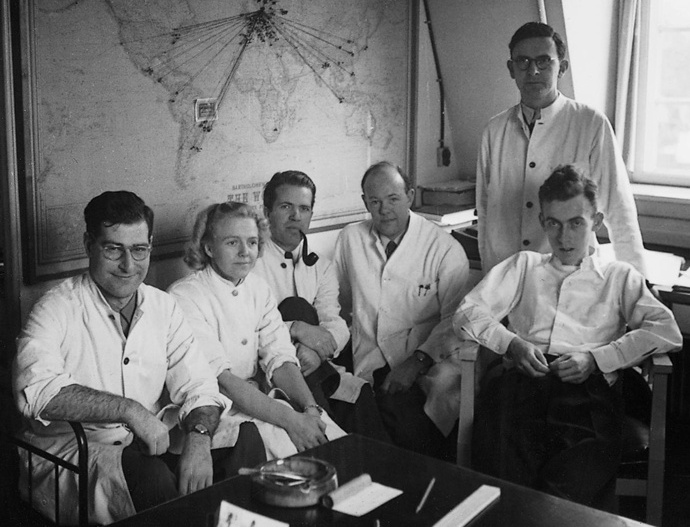
James D. Watson w 1950 (pierwszy z prawej)

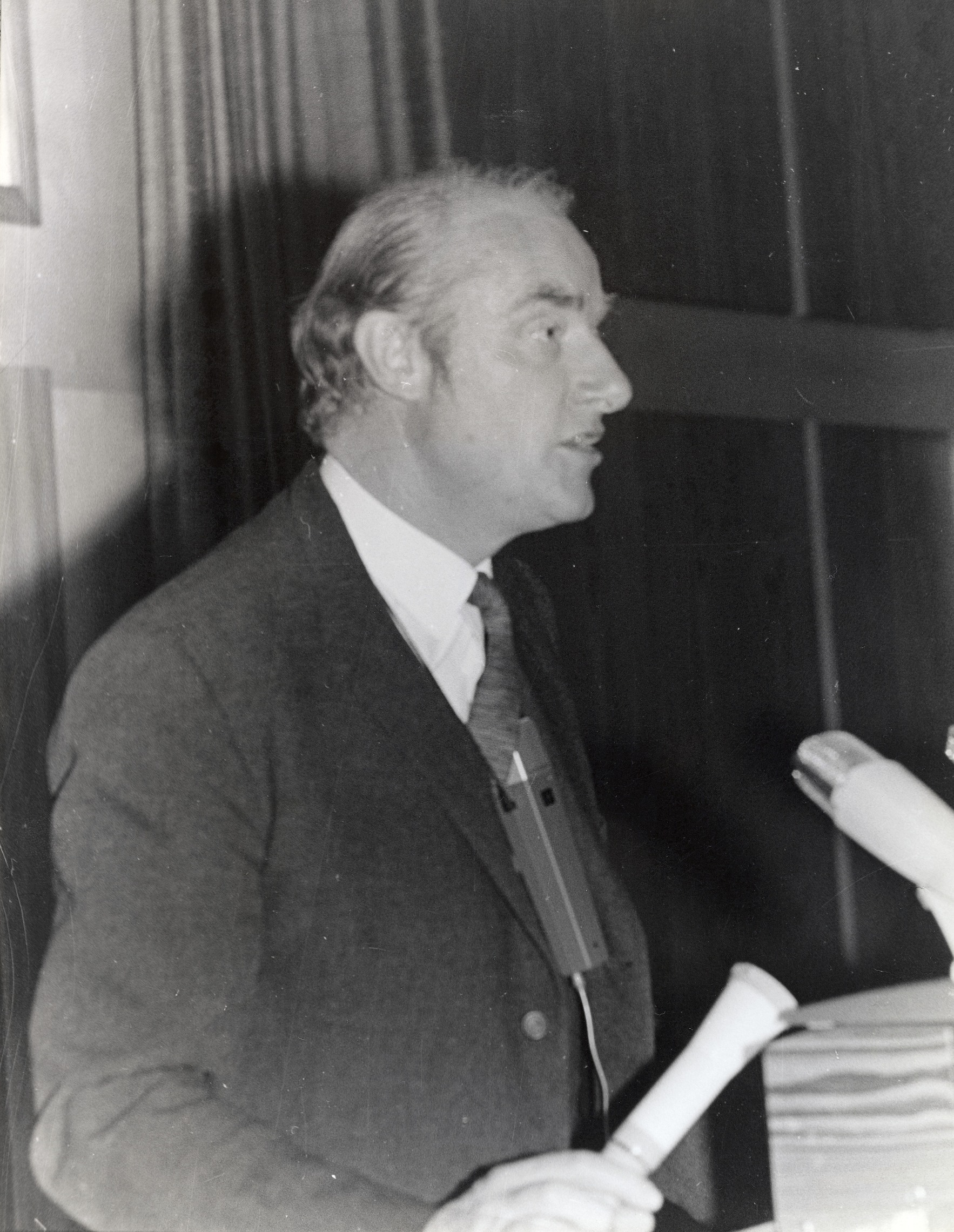
Francis Crick podczas wykładu w Moguncji w 1969

Molecular Structure of Nucleic Acids: A Structure for Deoxyribose Nucleic Acid – artykuł autorstwa Jamesa D. Watsona i Francisa Cricka, opublikowany w czasopiśmie „Nature” 25 kwietnia 1953 roku. Była to pierwsza publikacja opisująca strukturę podwójnej helisy DNA.

## Opis
Praca Watsona i Cricka była krótkim doniesieniem, opisującym wnioski płynące z analizy obrazów rentgenograficznych sodowej soli DNA. Większość danych, na których się oparli pochodziła od Maurice’a Wilkinsa i Rosalind Franklin z King’s College w Londynie (Crick i Watson podziękowali im w ostatnim akapicie artykułu), którzy po zapoznaniu się z pierwszym szkicem poprosili o zawarcie w artykule informacji o rozważaniu łączenia się zasad za pomocą wiązań wodorowych przez R. D. B. Frasera przed podjęciem badań przed Watsona i Cricka. Najważniejsze obserwacje Wilkinsa, Franklin i ich współpracowników opublikowano w tym samym numerze „Nature”. Watson i Crick z doświadczeń Erwina Chargaffa dowodzących stałych proporcji zasad azotowych w DNA wywnioskowali, że zasady tworzą pary (adenina-tymina, guanina-cytozyna), a wysokiej rozdzielczości fotografie dyfrakcji promieni X na kryształach sodowej soli DNA prawidłowo zinterpretowali jako dowody na helikalną naturę cząsteczki DNA. Obok odkrycia alfa-helisy białka przez Paulinga, uczonych zainspirował helikalny model DNA zaproponowany przez Svena Furberga; w tym błędnym modelu zasady zostały umieszczone na zewnątrz cząsteczki DNA, a nie, jak w prawidłowym modelu, do wewnątrz.
Uczeni zdecydowali się na publikację, ponieważ badania nad strukturą DNA prowadził równocześnie Linus Pauling z California Institute of Technology, który o wynikach badań dowiedział się z listu Maxa Delbrücka (Delbrück zignorował prośbę Watsona o nieinformowaniu Paulinga, o czym poinformował Watsona w liście z 18 marca 1953). Pauling wcześniej uprzedził zespół z Cavendish Laboratory w odkryciu struktury helisy alfa białka. W przypadku DNA, na podstawie słabej jakości zdjęć rentgenowskich, założył strukturę potrójnej helisy, z grupami fosforanowymi znajdującymi się wewnątrz cząsteczki i zasadami na zewnątrz. Podobną budowę DNA rozważali początkowo Watson i Crick, jednak dzięki nowym, wysokiej jakości zdjęciom zorientowali się, że helisa jest podwójna, a zasady nukleinowe znajdują się wewnątrz cząsteczki i tworzą komplementarne pary A-T/G-C. Pauling pozostał przy koncepcji helisy potrójnej, publikując tę propozycję struktury w lutym 1953; Crick i Watson, podobnie jak szef Cavendish Laboratory, Sir William Lawrence Bragg (przekazał artykuł wraz z listem polecającym redakcji „Nature”), byli zdania, że Pauling jest blisko odkrycia dokonanego przez Cricka i Watsona. Uczeni zapowiedzieli rozwinięcie hipotezy i rok później w publikacji na łamach „Proceedings of the Royal Society” struktura podwójnej helisy oraz wnioski płynące z reguły parowania zasad zostały szerzej omówione.
Aby zastrzec swoje pierwszeństwo w odkryciu znaczących implikacji dokonanego przez nich odkrycia pod koniec artykułu zamieścili słynne zdanie (zaproponowane przez Cricka, który pierwotnie planował poświęcić implikacjom więcej tekstu):

It has not escaped our notice that the specific pairing we have postulated immediately suggests a possible copying mechanism for the genetic material. 

(Nie uszło naszej uwadze, że zaproponowane przez nas specyficzne parowanie [zasad] natychmiast sugeruje możliwy mechanizm kopiowania materiału genetycznego) 

Ostateczna wersja Molecular Structure of Nucleic Acids powstała pod koniec marca 1953, która została przepisana na maszynie przez Elizabeth Watson, siostrę Watsona. 1 kwietnia rękopis przekazano Braggowi, zaś następnego dnia wysłany do redakcji czasopisma. Artykuł otwiera zdanie:

Pragniemy zaproponować pewną strukturę soli kwasu deoksyrybonukleinowego (DNA). Struktura ta wykazuje nowe cechy mające istotne znaczenie dla biologii.

## Recepcja
Praca Watsona i Cricka jest jedną z najczęściej cytowanych prac naukowych na świecie. Liczba cytowań przewyższa m.in. liczbę cytowań artykułu Alberta Einsteina z 1905 roku (Ist die Trägheit eines Körpers von seinem Energieinhalt abhängig?). W oparciu o Science Citation Index podano, że między 1961 a 2002 rokiem praca Watsona i Cricka była cytowana 2061 razy, co dawało średnio 49 cytowań rocznie. Autorzy pracy wskazali na bardzo niski wskaźnik „autocytowań” (ang. self-citations) – Watson i Crick tylko dwukrotnie powoływali się na swój artykuł z 1953 roku, podczas gdy normą jest 10% wskaźnik w przypadku prac innych naukowców.

## Inne publikacje
Historię dwuletnich badań prowadzonych w Cavendish Laboratory i współpracy z Wilkinsem i Franklin obaj autorzy pracy przedstawili w autobiograficznych książkach. Pierwszy dokonał tego James D. Watson w ksiące Podwójna helisa (The Double Helix, 1968, wyd. pol. 1975, 1995) . Francis Crick swoje spojrzenie na odkrycie zawarł w artykule w Nature w 1974 roku i w książce Szalona pogoń (What Mad Pursuit: A Personal View of Scientific Discovery, 1988, wyd. pol. 1996).